# Hasičské muzeum Heraltice
Hasičské muzeum Heraltice je muzeum v Heralticích, v okrese Třebíč. Muzeum bylo otevřeno v roce 2004 a je zřizováno sborem dobrovolných hasičů Heraltice. Muzeum je umístěno v domě čp. 1 ve středu obce, dům byl dříve školní jídelnou s kuchyní.

## Historie
Muzeum bylo tvořeno od roku 2002, kdy začalo vznikat v domě čp. 1 v místech, kde dříve byla školní jídelna a školní kuchyně, budova byla mezi lety 2002 a 2004 rekonstruována, byly opraveny podlahy, stropy, omítky, bylo vybudováno sociální zařízení, vyměněna okna a provedeny další úpravy v domě či jeho okolí. Muzeum pak bylo v roce 2004 otevřeno při oslavách 110 let od založení místního sboru dobrovolných hasičů. V roce 2014 došlo k rozšíření muzea o přístavbu a rozšíření sbírek.

## Expozice
Součástí sbírek muzea je primárně hasičská historická technika. Hlavní část sbírky je založena kolem historické ruční stříkačky z roku 1920, která patřila místním hasičům, od počátku také byly vystaveny bílé hasičské uniformy, historické požární vozidlo zakoupené před 25 lety od dobrovolných hasičů z Kostníků, přenosné stříkačky či malá vodní souprava. Celkem je vystaveno asi 20 strojů.